# Добрушский фарфоровый завод
ЗАО «До́брушский фарфо́ровый заво́д» (бел. ЗАТ «Добрушскі фарфоравы завод») — белорусский производитель фарфоровой посуды, единственная компания этого профиля в Республике Беларусь. Завод расположен в городе Добруш Гомельской области.
В 2023 году Добрушский фарфоровый завод отметил свое 45-летие.

## История
Строительство завода началось в 1975 году, проектировали его ленинградские специалисты. 28 декабря 1978 года была изготовлена первая продукция. В 1991–1992 годах завод стал арендным предприятием, в 1993 году он был акционирован и приватизирован. В 1997 году предприятие было зарегистрировано как закрытое акционерное общество. Предприятие провело модернизацию. В 2007 году три устаревшие туннельные печи второго обжига были заменены на одну современную печь чешского производства. Модернизация позволила сократить время второго обжига изделий в 4,5 раза.  В 2008—2013 годах были установлены новые печи (Чехия), машина для литья в гипсовых формах. В 2010-х годах завод перешёл от технологии пластического формирования к изостатическому прессованию заготовок.

## Современное состояние
В 2016 году предприятие выпускало 280 наименований посуды (около 4000 артикулов). Завод произвёл хозяйственно-бытового фарфора на сумму 26,7 млн руб. (около 15 млн долларов). Чистая прибыль составила 1 млн руб. (около 0,5 млн долларов), рентабельность реализованной продукции — 12,3%. Среднесписочная численность работающих составила 1171 человек. В 2014 году 99,9 % продукции предприятия составила фарфоровая посуда, 0,01 % — декоративные фарфоровые изделия. 10,6 % посуды было комплектной, 89,4 % составил розничный ассортимент.
Предприятие работает на импортном сырье (Украина, Россия). В Брестской и Гомельской областях есть залежи каолина, которые могут стать источником сырья для предприятия, однако их качество ниже аналогичного украинского сырья из-за более высокого содержания примесей. На заводе были изготовлены опытные образцы изделий с 50-процентной долей белорусского каолина, их показатели водопоглощения незначительно отличаются от контрольных, однако уровень белизны оказался существенно ниже. Предполагается, что необходимые показатели белизны изделий возможны при предварительной химической обработке белорусского сырья соляной, серной и щавелевой кислотами с целью очистки от кварцевых и железосодержащих примесей.
Предприятие занимает 60 % внутреннего рынка фарфоровой посуды. В 2014 году 64% продукции было поставлено на экспорт, в 2015 году — 65,7%, в 2016 году — 74,2%. Мощности предприятия рассчитаны на 25,2 млн штук посуды в год.
Численность работников завода составляет порядка 1000 человек.

## Награды
ЗАО «ДФЗ» является лауреатом конкурсов «Лучшие товары Республики Беларусь на рынке Российской Федерации» и «Лучшие товары Республики Беларусь».

## Галерея

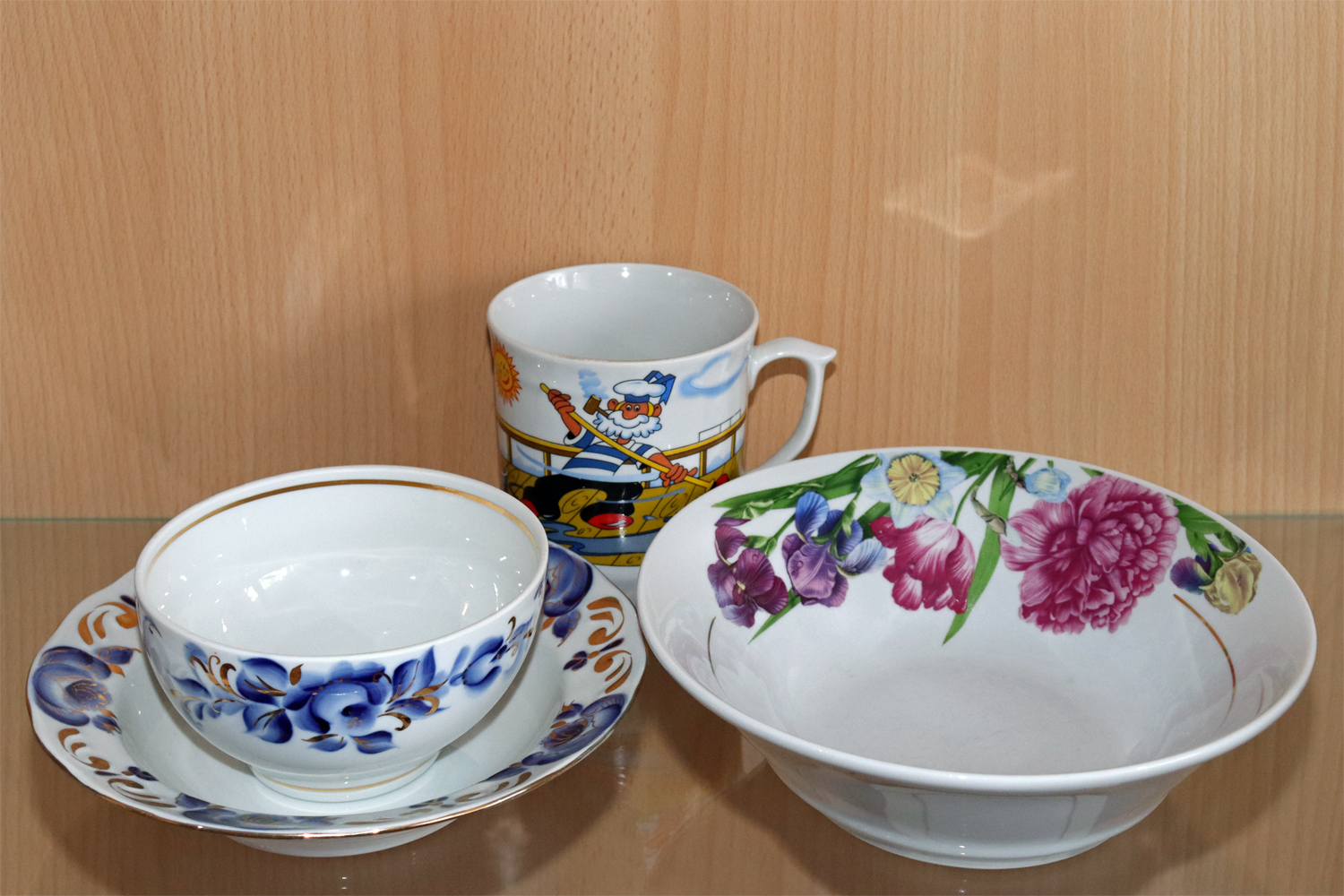
Кружка объёмом 400 мл и салатницы, 2010-е годы
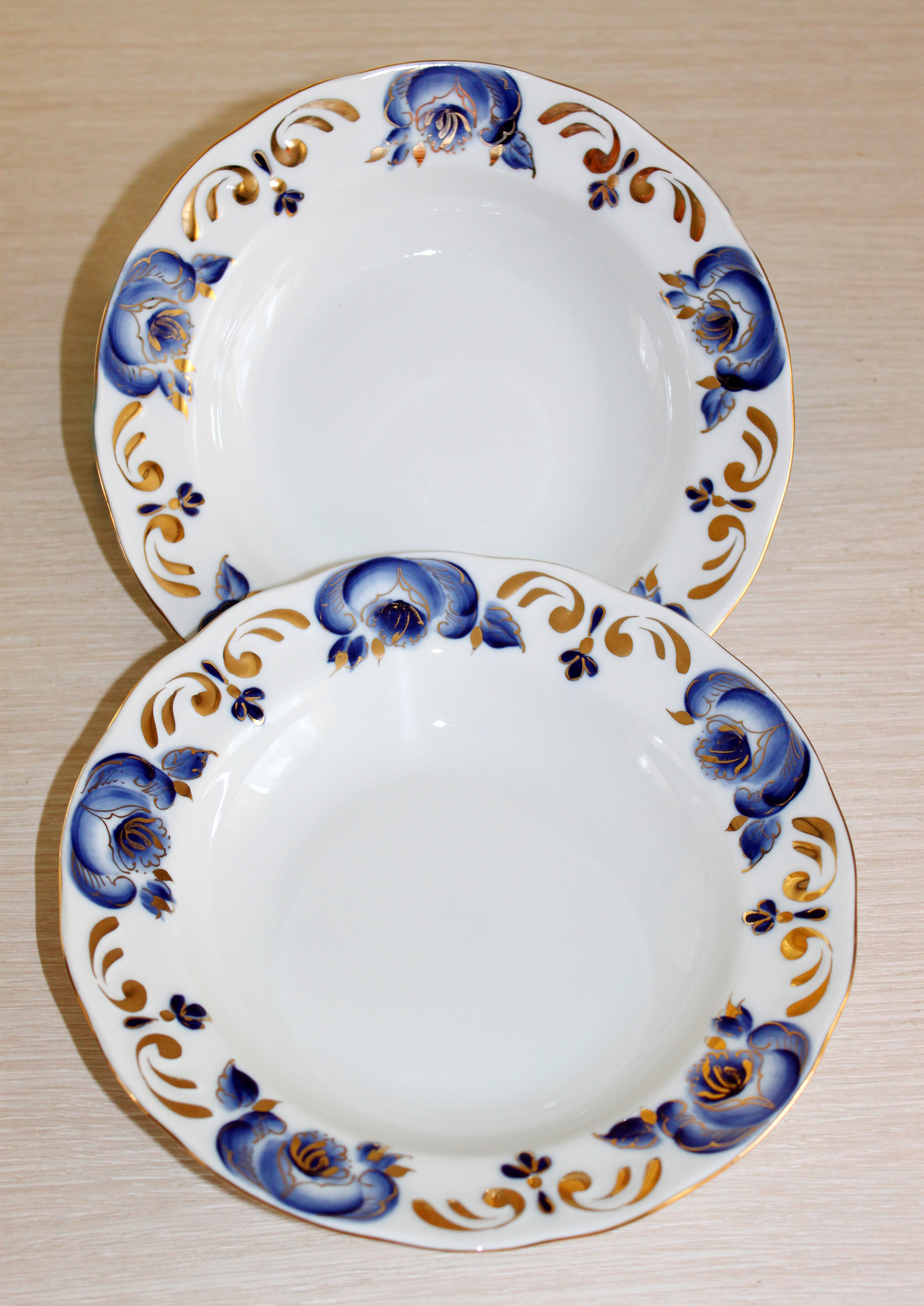
Суповые тарелки с ручной росписью
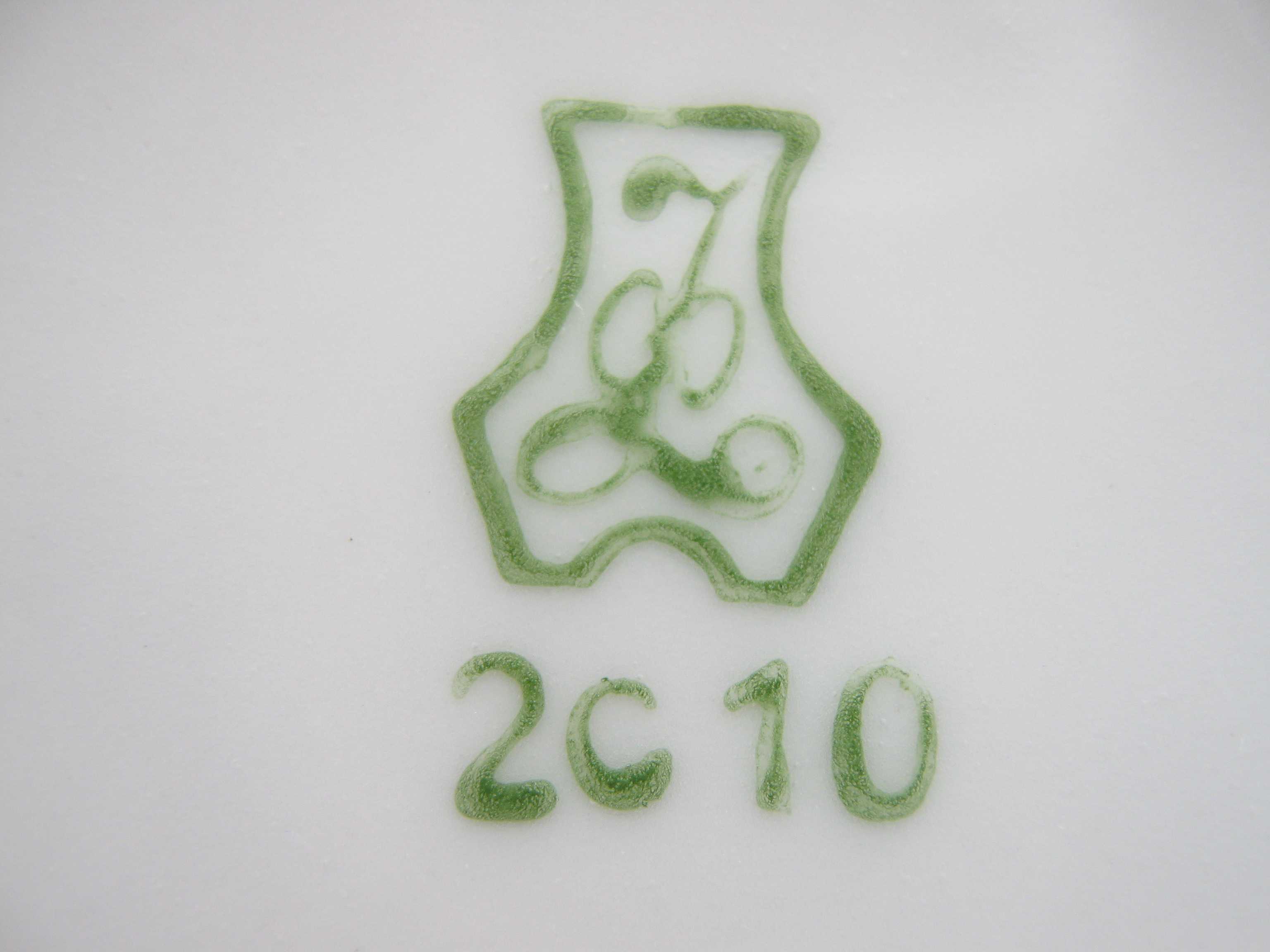
Клеймо завода
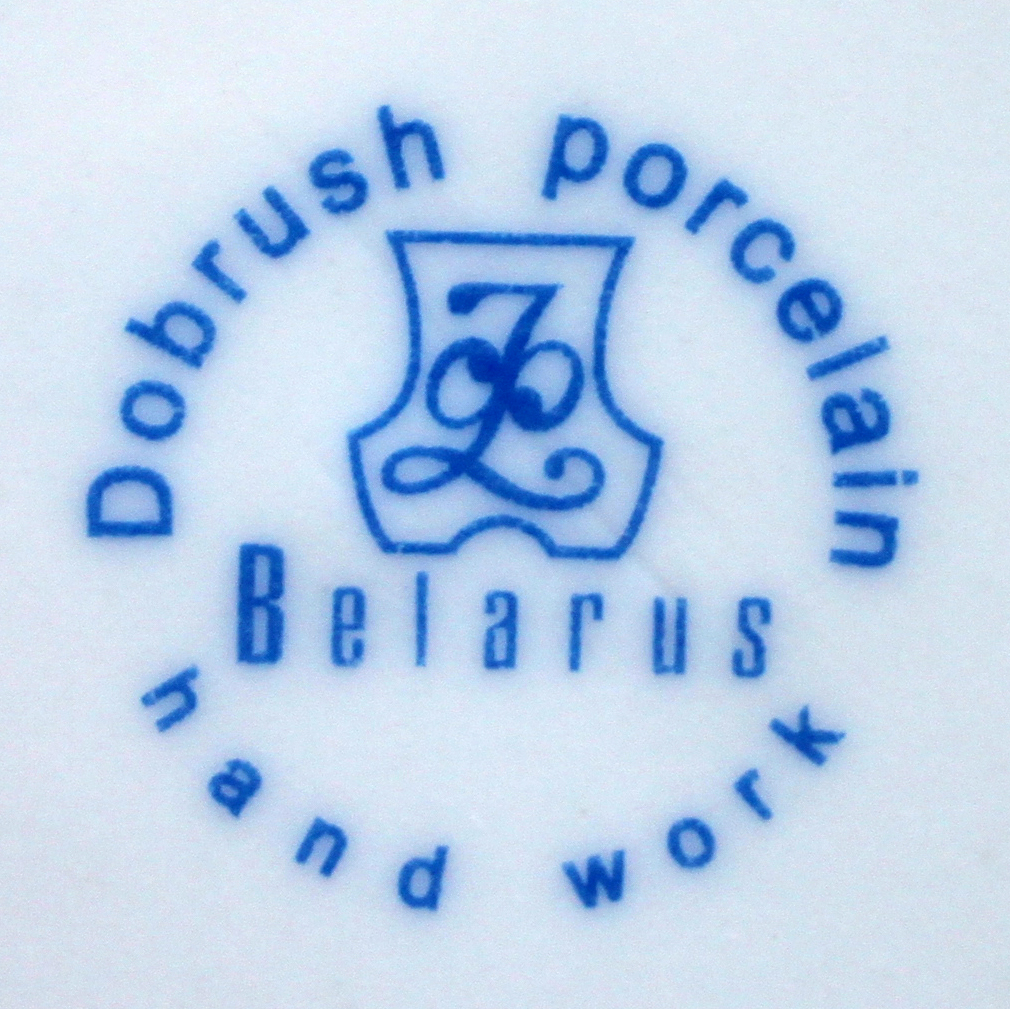
Клеймо завода на изделиях с ручной росписью